# ISO 10012
La norma ISO 10012 "Measurement management systems -- Requirements for measurement processes and measuring equipment, " in italiano "Sistemi di gestione della misurazione - Requisiti per i processi e le apparecchiature di misurazione", è una norma internazionale che specifica i requisiti generali e fornisce la guida per la gestione dei processi di misurazione e per la conferma metrologica delle apparecchiature per misurazione utilizzate per supportare e dimostrare la conformità ai requisiti metrologici. La norma specifica i requisiti di gestione per la qualità di un sistema di gestione della misurazione, che può essere utilizzato da un'organizzazione che esegue misurazioni come parte di un intero sistema di gestione e per garantire che siano soddisfatti i requisiti metrologici.

## Storia
La ISO 10012 è stata sviluppata dall'ISO/TC 176/SC3 Supporting technologies, ed è stata pubblicata per la prima volta nel 1992 e confermata nell'attuale versione 2003 anche in seguito alla verifica condotta nel 2015 dall'ISO/TC 176/SC3 in Italia è stata recepita ad aprile 2004 come UNI ISO 10012.
L'ISO/TC 176/SC3 è stato costituito nell'anno 1989.

## Principali requisiti della norma
La ISO 10012 adotta uno schema in 8 capitoli nella seguente suddivisione:
- 1 Scopo
- 2 Norme di riferimento
- 3 Termini e definizioni
- 4 Riferimenti generali
- 5 Responsabilità della direzione
- 6 Gestione delle risorse
- 7 Conferma metrologica e realizzazione dei processi di misurazione
- 8 Sistema di gestione delle misurazioni, analisi e miglioramento